# Moj susjed Totoro
Moj Susjed Totoro (jap. Tonari no Totoro) je dječji anime film fantastike iz 1988. godine koji je režirao Hayao Miyazaki, a kojemu je to četvrti animirani dugometražni film.

## Filmska ekipa
Režija: Hayao Miyazaki
Glasovi: Noriko Hidaka (Satsuki), Chika Sakamoto (Mei), Shigesato Itoi (Tatsuo Kusakabe) i drugi.

## Radnja
Otac i njegove dvije mlade kćerke, Satsuki i Mei, su se preselili u novu kuću negdje u prirodi kako bi bili blizu njihove majke koja boluje od tuberkuloze u lokalnoj bolnici. Nova kuća izgleda normalno, no djevojčice su u njoj primijetili neobična mala bića nalik na pauke. Kasnije otkrivaju još neobičnije biće u šumi, divovsko mačkoliko stvorenje koje nazovu Totoro. To ispričaju njihovom ocu koji im sve povjeruje. Djevojčice se sprijatelje s Totorom koji ih poveze u autobusu nalik na mačku. Kada posjet bolnici biva otkazan Mei odluči sama otići tamo ali nestane pa se Satsuki i otac prestraše i krenu u potragu. Opet se pojavi Totoro i pomogne Satsuki pronaći Mei, te ih odvede do bolnice njihove majke.

## Nagrade
- Osvojen Kinema Junpo Award (najbolji film, najbolji japanski film).
- Osvojen Mainichi Film Concours (najbolji film).

## Zanimljivosti
- Neobično biće Totoro je nakon ovog filma postalo zaštitni znak studija Ghibli.
- Miyazaki je izjavio da se priča zapravo temelji na njegovom vlastitim djetinjstvu, kada je njegova majka oboljela i morala u bolnicu.

## Kritike
U šarenom opusu Miyazakija dosljedno se uklapa i nježan dječji animirani film "Moj susjed Totoro" koji putem simbola i alegorija portretira bijeg djece od problema svakodnevnog života ( bolesna majka ) u svijet mašte. Kao i kod većine njegovih filmova, i u ovom su glavni junaci ženski likovi, djevojčice Satsuki i Mei, ali i neobična bića iz fantazije, u ovom slučaju divovsko mačkoliko biće Totoro. Pitka, minimalistička priča puna osebujnog humora mnoge je kritičare oduševila, no bilo je i onih kojima se cjelina činila prelabava i koji su kritizirali kako je Miyazaki u svojoj namjeri da snimi dječji film zaboravio na oštrinu i vještinu te da je na kraju dobio upravo to - samo jedan film za djecu.
Na siteu Animeacademy.com kritičar Keitaro je u svojoj recenziji napisao: "Totoro nije savršen. Da, priča je zabavna a animacija je vrhunska, no prosječan anime obožavatelj koji je naviknut na gledanje akcijskih scena će vjerojatno smatrati da je film previše djetinjast. U srži, ja sam imao dojam da gledam Disneyjev film. Da li vam se to sviđa ili ne, morate odlučiti ako hoćete pogledati ovaj film".
Raphael See je na siteu Themanime.org napisao: "Izgleda da je glavna poanta ovog filma da nas jednostavno uvuče u svoj čarobni i maštoviti svijet... Zapravo, ako ste u volji da pogledate nešto zbog čega ćete se osjećati ugodno, pokupite obavezno ovaj film. Sjedio sam s osmijehom na licu tijekom cijelog filma, a osmijeh nije prestao ni satima nakon što je ovaj anime završio. Miyazaki je opet uspio, a Moj susjed Totoro je pobjednička kombinacija".

## Vanjske poveznice
- Moj susjed Totoro u internetskoj bazi filmova IMDb-a
- Animeacademy.com
- T.H.E.M. anime recenzija